# Humanistische Aleksander-Gieysztor-Akademie in Pułtusk

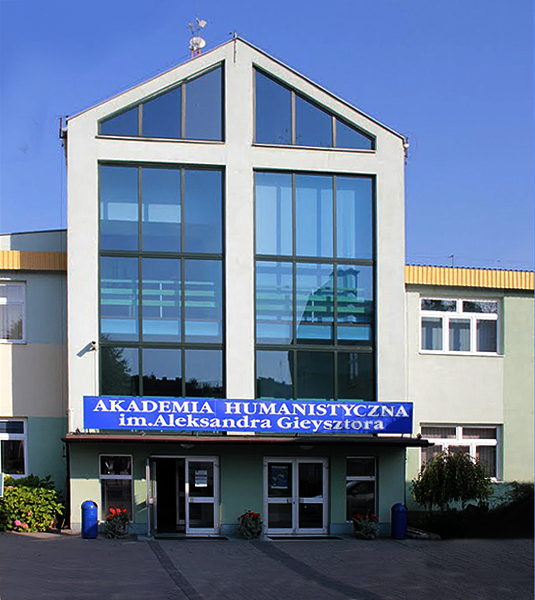
Humanistische Akademie Aleksander Gieysztor in Pułtusk

Die Humanistische Akademie Aleksander Gieysztor in Pułtusk (polnisch Akademia Humanistyczna im. Aleksandra Gieysztora w Pułtusku) ist eine private Hochschule mit Sitz im polnischen Pułtusk, etwa 55 km nördlich von Warschau, mit Zweigstellen in Ciechanów und Frombork.
Die Hochschule wurde am 14. Juli 1994 von der Akademischen Bildungs- und Wissenschaftsgesellschaft Atena unter dem Namen Humanistische Aleksander-Gieysztor-Hochschule (polnisch Wyższa Szkoła Humanistyczna im. Aleksandra Gieysztora) gegründet. Sie trägt seit 2002 den Namen des polnischen Mittelalterhistorikers Aleksander Gieysztor (1916–1999), einer ihrer Gründer. Den Posten des Rektors bekleidet seit 2004 Adam Waldemar Koseski.
Die Hochschule war von Anfang an zur Verleihung der Lizenziat- und Magister-Titel berechtigt, seit 2001 auch zur Verleihung der Doktorwürde der humanistischen Wissenschaften im Bereich der Geschichte, seit 2002 auch der Politikwissenschaften. Der Minister für Wissenschaft und Hochschulwesen vergab der Hochschule 2006 den Akademie-Status.
In der Zweigstelle in Frombork entstand 1999 das Baltische Forschungszentrum, das sich mit der Geschichte der Kontakte zwischen Masowien und Ermland beschäftigt, 2000 wurde das Forschungszentrum der napoleonischen Epoche gegründet.
Das Institut für Anthropologie und Archäologie beschäftigte sich u. a. mit der Suche von sterblichen Überresten von Nikolaus Kopernikus unter dem Boden des Frauenburger Domes. Die Forschungen wurden mit einem Erfolg gekrönt, die Untersuchung des Schädels ermöglichte die Rekonstruktion des Gesichtes des Astronomen.
Am 19. Dezember 2011 wurde das Zentrum für Deutschlandstudien im Bereich der Sprachforschung, Pädagogik, Geschichte und Politikwissenschaften gegründet. Das Zentrum betreibt eine enge Zusammenarbeit mit dem deutschen Verein Ost-West-Forum Gut Gödelitz unter der Leitung von Axel Schmidt-Gödelitz.
Die Humanistische Aleksander-Gieysztor-Akademie ist Mitglied der Konferenz der Rektoren der Polnischen Hochschulen, gehört zur European University Association sowie zur Compostela Grupo De Universidades und nimmt am Erasmus-Programm der Europäischen Union teil.
Zum 750 Personen zählendem Lehrpersonal gehören u. a. Professoren der Universität Warschau und der Polnischen Akademie der Wissenschaften. Bis 2014 haben etwa 44.000 Studenten ihre Ausbildung an der Hochschule erfolgreich beendet.

## Fakultäten und Studienrichtungen
Die Hochschule bietet Studien in zehn Studienrichtungen des ersten und zweiten Grades:
- Fakultät für Verwaltung
  - Verwaltung
- Fakultät für Polnische Philologie
  - Polonistik
- Fakultät für Geschichtswissenschaften
  - Archäologie
  - Geschichte
  - Informationswissenschaft und Bibliothekswissenschaft
- Fakultät für Pädagogik
  - Pädagogik
- Fakultät für Politische Wissenschaften
  - Äußere Sicherheit
  - Politikwissenschaft
- Fakultät für Soziologie
  - Soziologie
- Fakultät in Ciechanów
  - Tourismus und Erholung.

Die Hochschule betreibt ihre eigene Verlagsanstalt und Buchhandlung.
Die Akademie besitzt einen Studentenheim mit 105 Betten.